# Ovidiu Bădilă
Ovidiu Bădilă (* 18. Oktober 1962 in Constanța, Kreis Constanța; † 21. März 2001 in Blankenburg (Harz), während seiner Teilnahme an der Internationalen Kontrabasswoche im Kloster Michaelstein; nach anderen Angaben in Triest, Italien) war ein rumänischer Kontrabassist und gilt als einer der großen Kontrabass-Virtuosen des 20. Jahrhunderts.

## Leben
Bădilă, dessen jüngerer Bruder Decebal Badila ebenfalls als Bassist hervorgetreten ist, studierte in Bukarest bei Ion Cheptea. 1987 emigrierte er nach Westeuropa, wo er bei Sergiu Celibidache, Enzo Ferraris, Wolfgang Güttler, Franco Petracchi und Jean Marc Rollez weiterstudierte.
Bădilă gewann diverse internationale Wettbewerbe, so in Markneukirchen (1985), Reims (1988) und Donostia-San Sebastián (1989).
1992 wurde er Professor an der Hochschule für Musik Trossingen, ab 1997 unterrichtete er zusätzlich auch an der Musik-Akademie der Stadt Basel. Am 23. Mai 2003 wurde Bădilă, zwei Jahre nach seinem Tod, zum „Professor h.c. – post mortem“ der Nationalen Musikuniversität Bukarest ernannt.
An Aufnahmen liegt von ihm u. a. eine vielbeachtete Gesamtaufnahme der Werke von Giovanni Bottesini vor.

## Diskografie
- Bottesini: Grandi Duetti Per Contrabbassi (Dynamic)
- Bottesini: Passione amorosa (Olympia)
- Bottesini: The Best Of (Fantasien und Variationen) (Dynamic)
- Bottesini: Werke für Kontrabass (4 CD Box) (Dynamic)
- Döhl: Notturno für Akkordeon und Kontrabass (Dreyer)
- Tschaikowski: Rokoko-Variationen (Dynamic)
- Vanhal: Konzert für Kontrabass und Orchester E-dur (Talent)
- Wendel: "Midual in spatio" (MD+G)